# Elkton (Maryland)
Pour les articles homonymes, voir Elkton.
La ville d’Elkton est le siège du comté de Cecil, situé dans le Maryland, aux États-Unis.